# Tavultesoft
Tavultesoft Pty Ltd. – australijska firma produkująca oprogramowanie (Hobart, Tasmania) do obsługi wielu języków w środowisku Windows. Jej sztandarowymi produktami są Tavultesoft Keyman (wielojęzyczna klawiatura, darmowa do użytku niekomercyjnego) i Tavultesoft Keyman Developer (program do tworzenia skryptów językowych klawiatur) – oprócz tego na stronie firmy znajduje się kolekcja klawiatur (skryptów językowych) tworzonych przez innych programistów, które są instalowane w programie Tavultesoft Keyman.